# Pterolophia subcostata
Pterolophia subcostata là một loài bọ cánh cứng trong họ Cerambycidae.